# Malvasia di Candia Aromatica
La Malvasia di Candia Aromatica è un vitigno a bacca bianca, di probabile origine greca (dal nome veneziano dell'isola di Creta), diffuso soprattutto sulle colline delle province di Piacenza e Parma, nell’Oltrepò Pavese e nel Molise.

Le sue uve danno un vino dal colore che varia dal giallo paglierino al giallo dorato chiaro, presenta un corredo aromatico (con note di moscato) di profumi particolarmente ricco e complesso, che comprende un ampio spettro di aromi primari di arancio, cedro, limone, note fruttate (pesca, albicocca), e floreali (acacia, fresia, lavanda), in bocca è fresco, sapido, amabile, di medio corpo, per le sue caratteristiche rientra nell'uvaggio di varie DOC e IGT apportando ai vini aromaticità e dolcezza, la sua gradazione alcolica varia dai 10,5° ai 16° dei passiti.

Studi ampelografici classici riportano raramente la citazione malvasia di Candia, mentre è più frequente trovare una malvasia a sapore moscato. Questa malvasia è citata da Bramieri (1818) come ‘malvagìa dal grappolo assai spargolo’, dal di Rovasenda (1877) come ‘malvasia coltivata ad Alessandria, simile a quella di Asti, che è a sapore moscato’, e anche dal Molon (1906), che la descrive come malvasia di Alessandria.
Ha una foglia mediamente grande, pentagonale, pentalobata, pagina superiore glabra, di colore verde, un po’ lucida; grappolo medio-grande, allungato, piramidale, dotato di numerose ali, spargolo; acino medio, rotondo, regolare, con buccia pruinosa, spessa, consistente e del colore giallo dorato caratteristico dei moscati; a polpa dal gradevole sapore di moscato.